# 七條底線
七條底線，又称鲁七条，是一項中國国家互联网信息办公室主任鲁炜發起、2013年8月15日閉幕的“中國互聯網大會”上提出的倡議。七條底線分別是法律法规底线、社会主义制度底线、国家利益底线、公民合法权益底线、社会公共秩序底线、道德风尚底线和信息真实性底线。

## 背景
2013年7月，著名女歌手吴虹飞在新浪微博称“炸建委”被罚行政拘留10日。

## 過程
2013年8月10日，中国国家互联网信息办公室主任鲁炜召集微博、网络名人进行座谈，就網絡名人社會責任提出六點希望，也與在場的網絡名人們達成了堅守「七條底線」的共識。同时，鲁炜希望名人承担社会责任，作为正能量，为实现中国梦而出力。当日参加会议的网络名人包括纪连海、廖玒、陈里、潘石屹、古永锵、陈彤、周小平、薛蛮子、徐世平、齐向东、孙健、胡延平、张国庆、高龙、徐小平、李未柠等。

## 民间反应
七條底線发布当日，被大陆各大门户网站放上首页。大部分网民极力反对，指中国政府公然用“制度”钳制言论自由，有人在大陆凯迪社区和个人博客等网站公开表示对第二条“社会主义制度底线”的讥讽。
有网友表示央视、人民日报、环球时报常违反信息真实性底线，称党媒应率先自律。
网易等网站大量删除有关七条底线的留言和跟帖，出现了几万人留言，只留下区区一百条的怪相。
潘石屹声称响应国家号召，但在转发“七条底线”时“敏感词太多，发了一天也发不出去”。

## 实施
2013年8月20日，中华人民共和国公安机关开始集中打击网络有组织制造传播谣言等违法犯罪专项行动，秦火火等人因网络造谣而被逮捕。